# 中田港 (熊本県)
中田港（なかたこう）は、熊本県天草市新和町にある地方港湾。

## 航路
- 天長フェリー
  - 中田港 - 獅子島片側港 - 諸浦港（鹿児島県長島町）

昭和52年度に就航。
- 中田港待合所